# Bonjour (album)
Bonjour è il dodicesimo album del cantautore algerino Rachid Taha. Pubblicato in Italia il 7 novembre 2009.

## Tracce
1. Je t'aime mon amour - 4:01
2. Mokhtar - 3:38
3. Ha Baby - 3:41
4. Bonjour (feat. Gaëtan Roussel) - 3:21
5. Mine jaï - 4:11
6. Mabrouk aalik - 3:58
7. Ila liqa - 4:07
8. It's an Arabian Song (feat. Bruno Maman) - 4:03
9. Sélu - 3:59
10. Agi - 3:08